# GNU Solidário

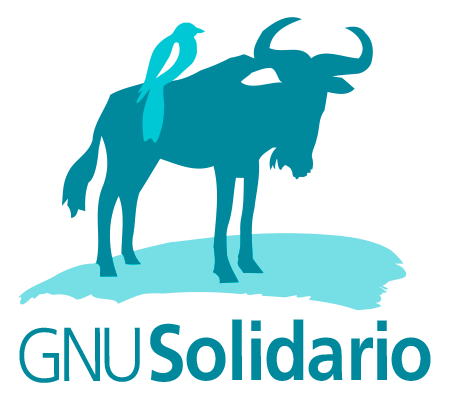
Isologo GNU Solidario

GNU Solidário é uma organização sem fins lucrativos, oferecendo saúde e educação em projetos humanitários através do Software Livre desde 2006. Fundada por Luis Falcón, presidente da GNU Solidário

## Projetos
GNU Health: um sistema de informação hospitalares. Premiado pela HIS, foi declarado um pacote oficial GNU pela Free Software Foundation e adotado pela Universidade das Nações Unidas.
IWEEE: conferência anual para os defensores do Software Livre (Liberdade) em Saúde e Medicina Social. Oferecendo workshop sobre e-Health em Economias Emergentes, afim de promover o Software Livre como uma solução eficaz e ética para fornecimento de universalidade e da equidade em saúde.